# ميتزنغرشتاين
"ميتزنغرشتاين: قصة عن تقليد الألمانية"، (بالإنجليزية: Metzengerstein: A Tale in Imitation of the German)‏ وهي أول قصة قصيرة طبعت للكاتب الأمريكي والشاعر إدغار ألان بو. وقد نشرت لأول مرة في صفحات مجلة فيلادلفيا ساترداي كوريير في عام 1832. وتروي قصة فريدريك الشاب، آخر فرد من عائلة ميتزنغرشتاين، التي تحمل العداوات الطويلة مع عائلة بيرليفيتزينغ.
تتبع القصة العديد من أساليب الأدب القوطي وتبالغ فيها في بعض الأحيان. ونتيجة لذلك، ناقش النقاد والباحثين إذا ما قصد بو أن يأخذ القصة على محمل الجد أو أنه يسخر من القصص القوطية. بغض النظر، فإن عدة عناصر في القصة أصبحت شائعة في كتابات بو المستقبلية، بما في ذلك القلعة القاتمة وقوة الشر. ولأن القصة تدور حول يتيم نشأ في أسرة أرستقراطية، فقد أشار بعض النقاد إلى أنها تحمل عناصر من السيرة الذاتية لبو.
قدم بو القصة لمسابقة الكتابة في مجلة ساترداي كورير. ورغم أنها لم تفز، فقد نشرتها الصحيفة في يناير 1832. وأعيد نشرها بإذن من بو مرتين فقط خلال حياته. أسقطت العنوان الفرعي في النشر النهائي. أراد بو إدراج القصة في مجموعتين قصصيتين دون أن يرى أي منهما النور.